# Zebrahead
Gli Zebrahead sono un gruppo musicale rapcore e punk rock statunitense, formatosi nella Contea di Orange nel 1996. Il nome prende spunto dall'omonimo film del 1992.
Gli Zebrahead sono composti dal chitarrista e cantante del gruppo Adrian Estrella, dal rapper Ali Tabatabaee, dal chitarrista Dan Palmer (conosciuto per essere nella band Death by Stereo), dal bassista Ben Osmundson (conosciuto per essere stato nella band 3-Ply) e dal batterista Ed Udhus (conosciuto per essere stato nella band 409).

## Storia

### Gli esordi (1996-1997)
La band è stata formata nel 1996 dal cantante e chitarrista Justin Mauriello (precedentemente negli Once There), il chitarrista Greg Bergdorf (in precedenza nei 409), il bassista Ben Osmundson (già nei 3 Ply), e il batterista Ed Udhus (in precedenza nei 409). Si tratta di cinque ragazzi di La Habra, California, che studiavano nella stessa scuola e suonavano in diverse band. Vari cambi di formazione li hanno infine riuniti su un palco e hanno capito subito che fra loro c'era un feeling musicale fuori dal comune. Justin Mauriello, Greg Bergdorf, Ben Osmundson Ed Udhus, sotto l'influsso stilistico di band come Fugazi e Descendents, iniziano ad inserire elementi di hip-hop nella loro produzione musicale, coinvolgendo nel loro lavoro il rapper Ali Tabatabaee. Chitarre distorte fanno da base ad un cantato incalzante. Nel 1997 vincono la manifestazione "Los Angeles Music Awards", diventando una delle realtà più interessanti della zona. Dopo aver deciso che volevano esplorare ulteriormente le loro capacità musicali, Greg, Justin, Ben e Ed lasciarono le loro precedenti band e formarono gli Zebrahead.
Il rapper Ali Tabatabaee in un'intervista per il tour europeo di Broadcast To The World ha dichiarato che quando dovevano suonare al loro primo show non avevano ancora un nome per la band, e lui aveva appena visto il film Zebrahead. Pensò che suonava bene come nome, perciò lo usarono per quel concerto e non lo cambiarono mai più.

### I primi dischi (1997-2003)
L'album di debutto della band datato 1997, intitolato The Yellow, ha permesso loro di farsi conoscere e di siglare un contratto con la major Columbia Records e di partecipare a tour europei e mondiali a supporto di band del calibro di The Offspring, Fuel e Reel Big Fish; e verso la fine dello stesso anno uscì Waste of Mind pubblicato dalla major Columbia Records. Nel 1999 ricevono la nomination ai Grammy nella categoria "Best Metal Performance" per la loro versione di Enter the Sandman canzone dei Metallica.
Successivamente è stato pubblicato Playmate of the Year il 22 agosto del 2000 e verso il 2001 è uscito il loro EP Stupid Fat Americans solo in Giappone. Gli Zebrahead sono stati in Europa con i Green Day dove hanno raggiunto i record di vendite e dove hanno svolto vari festival. Nel corso degli anni, hanno anche condiviso concerti con band come Less Than Jake, Kottonmouth Kings, 311, MxPx, Reel Big Fish, Unwritten Law e Goldfinger.
Tre anni dopo Playmate Of The Year, hanno pubblicato MFZB (Mother Fucker Zebrahead Bitch). Fu pubblicato nel 2003, quando la band trascorse la maggior parte del suo tempo in Giappone, dove raggiunse un record nelle classifiche giapponesi. Gli Zebrahead si sono trovati a svolgere diversi festival tra cui Summer Sonic Festival, Punkspring, e show in tutto il Giappone.

### Cambio di formazione (2004-2005)
Poco dopo il tour giapponese del 2004, il cantante / chitarrista Justin Mauriello ha lasciato il gruppo per proseguire con altri interessi. La notizia riguardo l'abbandono di Mauriello venne pubblicata sul sito ufficiale della band nel dicembre 2004 e i fan ne rimasero molto delusi. L'uscita dal gruppo di Mauriello fu cruciale non solo per i fan ma anche per il suono della band, poiché la voce di Justin unita al rap di Tabatabaee era molto orecchiabile e dinamica. Lo stesso mese, Matty Lewis (ex della band Jank 1000) ricevette una chiamata da Todd Singerman, il produttore degli Zebrahead (che in passato aveva prodotto anche per gli Jank 1000), ed era stato informato del fatto che gli Zebrahead stavano cercando un nuovo cantante. Lewis, stabilitosi in California, partecipò ai provini per il ruolo di cantante, e i quattro membri della band rimasero stupiti dalla sua voce e lo nominarono ufficialmente il loro nuovo cantante. Successivamente sostennero uno show ad Anaheim alla House of Blues il 12 marzo del 2005.

### Broadcast to the World(2006-2007)
Dopo due anni dal loro ultimo CD, gli Zebrahead, ora provvisti di una nuova voce, pubblicarono il loro quinto album in studio Broadcast to the World, il 22 febbraio 2006 in Giappone. Il CD ottenne un grande successo e vendette molte copie in poco più di un mese. La band affermò che, per la prima volta in sei anni, tutti i componenti parteciparono attivamente alla stesura della musica e dei testi; Greg Bergdorf, Ed Udhus e Ben Osmundson, Lewis ed Ali Tabatabaee raccontano di tradimenti (Here's To You) e di relazioni difficili (Back To Normal). Fondamentale per il risultato finale dell'album fu l'innesto del nuovo cantante Matty Lewis. Come si evince dal titolo dell'album, il gruppo promise di portare in giro per tutto il mondo il proprio sound e tutta la voglia di comunicare il proprio messaggio. Recensendo uno dei loro ultimi show, il Los Angeles Time, si meravigliò della sorprendente miscela di punk rock e rap. Il Daily Variety ha lodato gli Zebrahead descrivendoli come un incrocio perfetto fra The Descendents, 311, blink-182, Green Day e Beastie Boys e Broadcast to the World è un album dinamico e divertente.
Successivamente organizzarono un tour in Europa nel giugno 2006, tra cui una data al Download Festival annuale che si svolse nel Regno Unito. Gli Zebrahead trascorsero il resto del l'estate negli Stati Uniti per il Warped Tour. L'album Broadcast to the World uscì il 3 luglio in Europa tramite una casa discografica tedesca: la SPV GmbH. Il 24 ottobre 2006 fu commercializzato anche in Canada e negli Stati Uniti, attraverso la nuova etichetta ICON SEM. Per il resto del 2006 gli Zebrahead si impegnano in un tour in Europa e negli Stati Uniti chiamato Broadcast to the World.
Nel marzo 2007, la band chiese due mesi per iniziare a scrivere nuovo materiale per il nuovo album in studio. Nel mese di maggio la band ritornò in Europa, impegnata in un tour con gli MxPx nel Regno Unito. Nel giugno - luglio dello stesso anno, gli Zebrahead girarono l'America, per partecipare ad un tour con gli Unwritten Law e con i Bullets and Octane. Al termine del tour, gli Zebrahead si dedicarono a scrivere materiale per il loro nuovo album che uscì qualche mese più tardi.

### Phoenix(2008-2009)
Il 17 maggio del 2008 venne rivelato attraverso MySpace che il nuovo album sarebbe stato intitolato Phoenix. Il giorno dopo, sul blog Postcards From Hell venne rivelato che il primo singolo dell'album si sarebbe chiamato "Mental Health" e il suo video musicale sarebbe stato diretto da Elliot Dillman di Pandaworks.
Il 9 luglio 2008 Phoenix esce in Giappone, piazzandosi fin dalla prima settimana al primo posto nella classifica di vendite nazionale e restando in cima per un bel po'. La tracklist dell'album prevede 16 tracce più due Bonus Tracks solo nella versione giapponese dell'album. In concomitanza con l'uscita in Giappone dell'album, su iTunes USA è stato reso disponibile un EP denominato Not the New Album EP contenente il singolo Mental Health e gli outtake Photographs e Politics. L'album uscì nel resto del mondo il 5 agosto, e nello stesso giorno venne reso disponibile in tutto il mondo l'EP che lo anticipava.

### Panty,RaideGet Nice!(2009-2011)
Nella primavera del 2009, gli Zebrahead annunciarono di star lavorando ad un nuovo disco, in seguito ne confermarono l'uscita nel tardo autunno dello stesso anno. La band intraprese il Less Than Jake tour per aiutare a promuovere l'album attraverso Europa, Giappone e USA, tour da concludere nella primavera 2010.
Ad agosto 2010, gli Zebrahead annunciarono di aver deciso di registrare un nuovo album prima della fine dell'anno. Nella primavera 2011 ne annunciarono il titolo: Get Nice!; in seguito pubblicarono la canzone "Ricky Bobby" e la title track "Get Nice!"

### Call Your FriendseThe Early Years – Revisited(2012-2015)
Nel luglio 2012 la band annunciò di aver pianificato l'uscita del loro decimo disco per agosto 2013.
Nel giugno 2013, gli Zebrahead annunciarono l'abbandono del chitarrista Greg Bergdorf per dedicarsi di più alla famiglia. Al suo posto entrò in formazione Dan Palmer.
Il 21 aprile 2015 gli Zebrahead pubblicano il loro undicesimo disco dal titolo The Early Years – Revisited.

### Walk the PlankeBrain Invaders(2015-2020)
Il 7 ottobre 2015 la band pubblica il dodicesimo album, intitolato Walk the Plank. In seguito dall'11 ottobre al 1º dicembre effettuano un tour in Giappone ed Europa.
In occasione del ventesimo anniversario dalla nascita della band è stato pubblicato l'album Greatest Hits? - Volume 1, uscito 11 marzo 2015 esclusivamente in Giappone. Oltre a materiale familiare, la raccolta presenta diverse canzoni ri-registrate dai precedenti album della band con l'ex cantante/chitarrista ritmico Justin Mauriello, questa volta con l'attuale protagonista Matty Lewis. I brani ri-registrati sono stati pubblicati separatamente come undicesimo album in studio della band con il titolo The Early Years - Revisited uscito il 21 aprile 2015.
Dopo aver registrato all'inizio dell'anno, il dodicesimo album Walk the Plank è stato pubblicato il 7 ottobre 2015. La band ha pubblicato un secondo album raccolta il 24 novembre 2017 intitolato The Bonus Brothers, con brani che erano precedentemente disponibili solo nelle edizioni giapponesi dei loro album.
Il loro tredicesimo album in studio Brain Invaders è stato pubblicato nel marzo 2019.

### I nuovi EP e l'abbandono di Matty Lewis (2021-presente)
Nel gennaio 2021 è stato pubblicato l'EP Wanna Sell Your Soul?.
Il 26 aprile 2021, la band ha confermato l'abbandono di chitarrista e cantante Matty Lewis. Non sono stati però specificati i motivi di tale scelta.
Il 29 giugno 2021, la band ha confermato Adrian Estrella come nuovo chitarrista e cantante della band. Il 30 luglio esce il singolo Lay Me to Rest. Il 26 novembre esce l'EP III.
Il 14 ottobre 2022 esce il singolo No Tomorrow, seguito l'11 novembre da Licking on a Knife for Fun, il 9 dicembre da Evil Anonymous e il 6 gennaio 2023 da Middle Seat Blues. Il 3 febbraio 2023 esce l'EP II.
Il 13 novembre 2024 esce l'EP I, anticipato dai singoli I Have Mixed Drinks About Feelings, Pulling Teeth, Doomsday on the Radio e Sink Like a Stone.

## Formazione

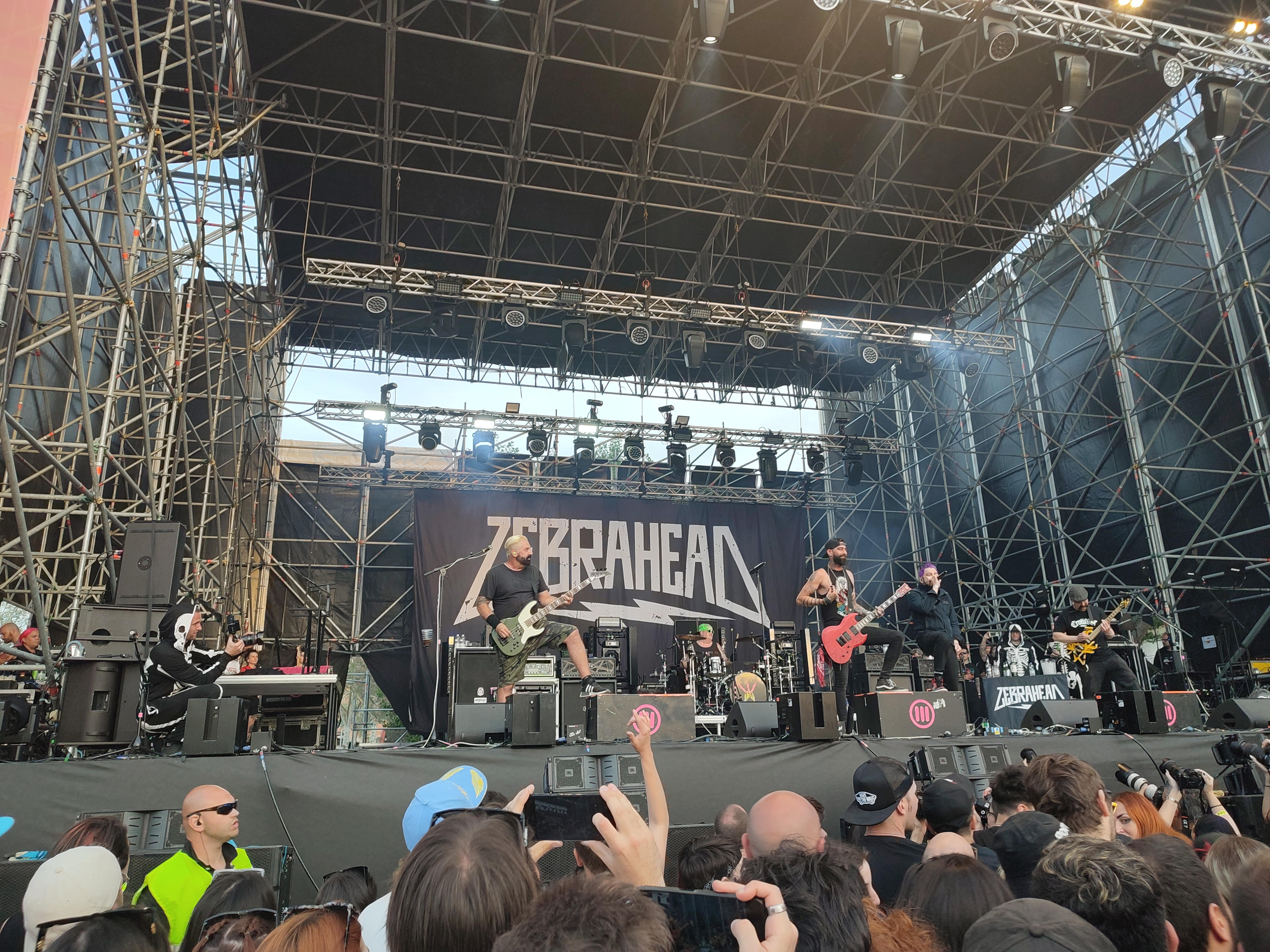
Gli Zebrahead allo Slam Dunk Italy 2023

### Formazione attuale
- Ali Tabatabaee – voce (1996-presente)
- Adrian Estrella – voce e chitarra (2021-presente)
- Dan Palmer – chitarra elettrica (2013-presente)
- Ben Osmundson – basso (1996-presente)
- Ed Udhus – batteria (1996-presente)

### Ex componenti
- Justin Mauriello – voce e chitarra (1996-2004)
- Greg Bergdorf – chitarra (1996-2013)
- Matty Lewis – voce e chitarra (2005-2021)

## Discografia

### Album in studio
- 1998 – Zebrahead
- 1998 – Waste of Mind
- 2000 – Playmate of the Year
- 2003 – MFZB
- 2004 – Waste of MFZB
- 2006 – Broadcast to the World
- 2008 – Phoenix
- 2009 – Panty Raid
- 2011 – Get Nice!
- 2013 – Call Your Friends
- 2015 – The Early Years - Revisited
- 2015 – Walk the Plank
- 2019 – Brain Invaders

### Raccolte
- 2015 – Greatest Hits? – Volume 1
- 2018 – The Bonus Brothers

### EP
- 2001 – Stupid Fat Americans
- 2008 – Not the New Album EP
- 2009 – Hell Yeah! ...It's a Tour EP
- 2015 – Out of Control
- 2020 – Wanna Sell Your Soul?
- 2021 – III
- 2023 – II
- 2024 – I

### Demo
- 1996 – One More Hit

## Videografia

### DVD
- MFZB - The DVD - Banzai Mother F**ker! (2003)
- The Show Must Go Off (2003)
- Blood, Sweat & Beers! (2004)
- Broadcast to the World: The Fucking DVD (2007)
- Way More Beer (2014)

### Video musicali
- Get Back (1998)
- Playmate of the Year (2000)
- Into You (2003)
- Rescue Me (2003)
- Hello Tomorrow (2004)
- Are You for Real? (2004)
- Anthem (2006)
- Postcards From Hell (2006)
- Broadcast to the World (2006)
- Karma Flavored Whisky (2007)
- The Walking Dead (2008)
- Back to Normal (2008)
- Mental Health (2008)
- Hell Yeah! (2008)
- The Juggernauts (2008)
- Girlfriend' (2009)
- All I Want for Christmas Is You (2009)
- Ricky Bobby (2011)
- Get Nice (2011)
- She Don't Wanna Rock (2011)
- Blackout (2011)
- Call Your Friends (2013)
- Automatic (2014)
- Worse Than This (2015)
- We're Not Alright (2019)
- When Both Sides Suck, We're All Winners (2019)
- Up in Smoke (2020)